# Herr von Ribbeck auf Ribbeck im Havelland
Herr von Ribbeck auf Ribbeck im Havelland ist eine Ballade von Theodor Fontane aus dem Jahr 1889.

## Inhalt
Fontane erzählt die Geschichte des freigiebigen Herrn von Ribbeck auf Ribbeck im Havelland. Dieser verschenkt die Birnen des Baumes in seinem Garten an vorbeikommende Kinder, die er in märkischem Platt anspricht („Lütt Dirn, kumm man röwer, ick hebb ’ne Birn“). Sein Sohn dagegen ist geizig. Als der alte Ribbeck seinen Tod nahen fühlt, verfügt er, dass ihm eine Birne mit in sein Grab gelegt werde. Aus dieser sprießt ein neuer Birnbaum, der die Kinder dazu einlädt, sich von seinen Früchten weiterhin frei zu bedienen, obwohl sein Erbe den Garten und den dortigen Baum fortan unter Verschluss hält.

„So spendet Segen noch immer die Hand
Des von Ribbeck auf Ribbeck im Havelland.“

## Hintergrund

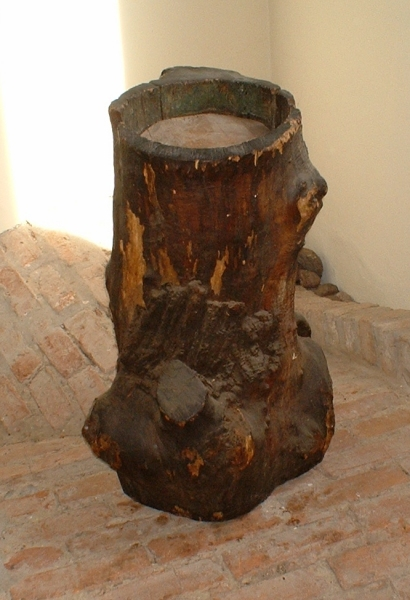
Der Stumpf des alten Birnbaums in der Dorfkirche von Ribbeck

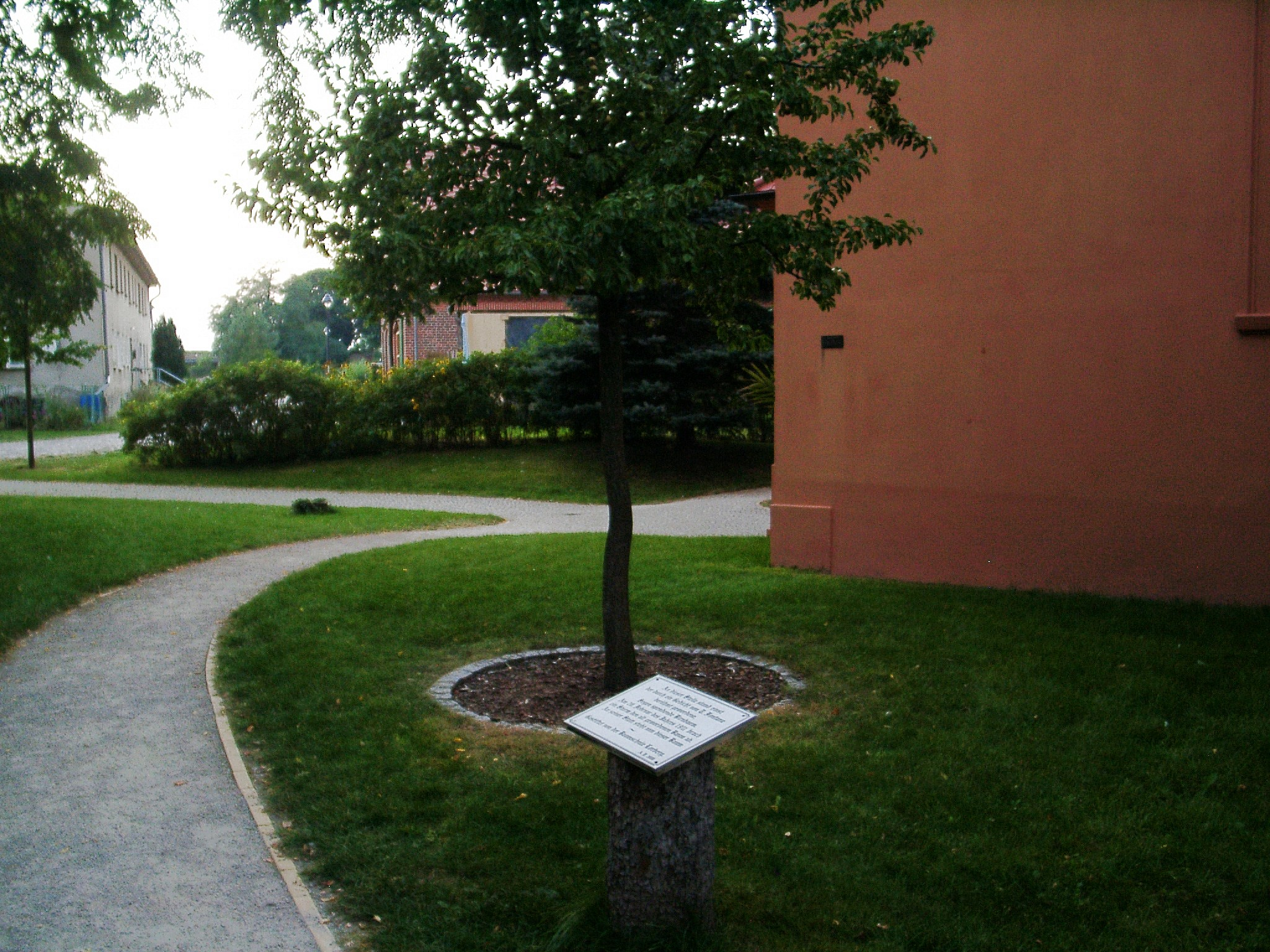
Neben der Kirche von Ribbeck neu angepflanzter Birnbaum

Das reale Vorbild für Fontanes Figur ist Hans Georg von Ribbeck (1689–1759). Dessen Geschichte erschien erstmals 1887 in Karl Eduard Haases Sammelwerk Sagen aus der Grafschaft Ruppin und wurde im Mai 1889 auch in der brandenburgischen Wochenschrift Der Bär abgedruckt. Aus der Gruft derer von Ribbeck wuchs, bis er am 20. Februar 1911 von einem Sturm umgeworfen wurde, tatsächlich ein Birnbaum, dessen Stumpf heute in der Dorfkirche von Ribbeck aufbewahrt wird. In den 1970er Jahren wurde ein Baum nachgepflanzt, der jedoch nicht wie gewünscht trug; daher erfolgte eine weitere Neuanpflanzung im April 2000. Das von Fontane erwähnte Doppeldachhaus (d. h. mit Krüppelwalmdach) existierte zur Zeit des Hans Georg von Ribbeck noch nicht.
Der alte Ribbeck und der Birnbaum waren vor Fontane bereits Gegenstand mindestens eines anderen Gedichts, das 1875 von Hertha von Witzleben, einer Urenkelin des Karl Friedrich Ernst von Ribbeck, geschaffen wurde.

## Geschichte des Manuskripts
Anhand des aus drei – teils mit Bleistift und teils mit Tinte – beschriebenen Seiten bestehenden Originalmanuskripts lässt sich anhand der enthaltenen Korrekturen die Entstehung des Werkes nachvollziehen. Das Manuskript wurde 2007 für 130.000 Euro an einen deutschen Privatsammler versteigert. Geschätzt worden war ein Erlös von lediglich 30.000 Euro. Die vorherige Geschichte des Manuskriptes ist weitgehend unbekannt. Entgegen einem anderslautenden Gerücht hatte Fontane es nicht der Familie von Ribbeck vermacht, sondern es befand sich bis mindestens 1933 im Besitz der Erben Fontanes. Diese versuchten am 9. Oktober 1933 vergeblich, es beim Berliner Auktionshaus Meyer & Ernst versteigern zu lassen.

## Gestaltung der Ballade
Die Ballade besteht aus vier Strophen zu je zehn Versen, nur die zweite Strophe hat zwölf Verse, wodurch die überzähligen beiden exakt die Mitte des symmetrisch angelegten Gedichtes bilden. Versmaß und Reim zeigen, dass es sich um einen Knittelvers handelt. Jeder Vers hat vier Hebungen mit freien Senkungsfüllungen. Das bedeutet, dass es einheitlich pro Vers vier betonte Silben gibt und der Raum dazwischen sowie vor der ersten Hebung mit ein bis zwei unbetonten Silben in freier Verteilung gefüllt ist. Vor der ersten Hebung kann es auch gar keine Senkung geben, sodass der Vers mit einer betonten Silbe beginnt. Der Reim ist ein Paarreim. Diese locker gefügte Form des Knittelverses eignet sich besonders gut für Erzählgedichte und ist seit dem Mittelalter gängig, besonders für volkstümliche Gedichte oder Gedichte, die den volkstümlichen Tonfall nachahmen. Im Gegensatz zu der Lockerheit des Versmaßes steht die Strenge der Kadenzbildung. Jeder Vers endet männlich, d. h. mit einer betonten Silbe. Dadurch wird etwa die Hälfte der deutschen Wörter für die Gestaltung des Versendes ausgeschlossen. Fontane bringt den Vers hinsichtlich Versmaß und Kadenz in eine Balance. Sie ist charakteristisch für die Kunstballade und unterscheidet sie von der Volksballade.
Inhaltlich kreisen alle Strophen um den alten Ribbeck und den Birnbaum, dessen Früchte er freigiebig den Kindern schenkt. Dabei zeigt die Ballade in den ersten beiden Strophen eine fallende Handlung, weil der alte Ribbeck stirbt und damit der jahrelange Genuss der geschenkten Birnen scheinbar endet. Dieser erste Teil gipfelt in der Kinderklage in den beiden Schlussversen der zweiten Strophe, die aufgrund ihrer Überzähligkeit genau die Mitte des Gedichtes bilden. In den letzten beiden Strophen steigt die Handlung wieder an, bis für die Kinder der alte Zustand wiederhergestellt ist: sie erhalten die Birnen jetzt von dem Baum auf Ribbecks Grab. Auch hier sind die letzten zwei Verse wieder eine Art Resümee. Dadurch erhält die Ballade Symmetrie und Einrahmung, die sich sogar in der Wortwahl des ersten und letzten Verses spiegelt.
In jeder Strophe finden sich ähnliche Wendungen und Formulierungen, die sich als Versatzstücke wie ein roter Faden durch das Gedicht ziehen und es zusammenhalten. Fontane erreicht damit zweierlei: Er imitiert den Ton volkstümlicher Balladen und zeigt durch Anwendung des Variationsprinzips (andere Wortwahl, andere Zusammenhänge) zugleich virtuose Meisterschaft in der Behandlung der Bausteine, mit denen er das Gedicht durchkomponiert.
Die Ballade enthält normalerweise Merkmale der drei literarischen Gattungen, was auch hier der Fall ist. Als Erzählgedicht bedient es sich der Gestaltungsmerkmale von Lyrik (Verse, Versmaß, Reim) und Epik (Handlungsverlauf darstellen). Wörtliche Rede ist das entscheidende Merkmal der Dramatik.
Balladen erzählen von Begebenheiten, in denen Außergewöhnliches, Unheimliches oder Grauenvolles geschieht. Der Zweiteilung des Gedichtes entsprechend geschieht einiges davon in der zweiten und vierten Strophe. Außergewöhnlich ist, dass sich Ribbeck mit einer Birne beerdigen lässt und dass sein Plan, den Kindern auch nach seinem Tode Birnen zukommen zu lassen, tatsächlich aufgeht. In der letzten Strophe sind die Worte, mit denen Ribbeck die Kinder auf die reifen Birnen aufmerksam machte, dem Baum in den Mund gelegt, so dass beim Gang über den Friedhof durch das Flüstern des Baumes eine märchenhafte, aber keine unheimliche Stimmung aufkommt. Zugleich entsteht durch diese Worte der Rahmen, der Anfang und Schluss verbindet.

## Rezeption
Herr von Ribbeck auf Ribbeck im Havelland gehört laut Dirk Ippen zu den hundert Gedichten, die im 20. Jahrhundert am häufigsten in deutschsprachigen Anthologien publiziert wurden. Marcel Reich-Ranicki nahm die Ballade in seinen Kanon der deutschen Literatur auf. Auch in den Schulunterricht fand das Gedicht Eingang und seine Behandlung ist in vielen Lehrplänen bis heute vorgesehen, so dass es in Deutschland zu den bekanntesten Gedichten gehört.
Der 1911 verlorengegangene ribbecksche Birnbaum wurde Gegenstand eines Gedichts des Pastors Karl Boelcke, der zur fraglichen Zeit in Ribbeck amtierte; es wurde 1932 in der Zeitschrift Märkische Heimat veröffentlicht.
Vertonungen von Fontanes Ballade sind auf dem Album Regenballade von Achim Reichel sowie auf dem Album Schöne singt Kindergedichte von Gerhard Schöne enthalten. Eine weitere Vertonung ist auf der CD Outing des saarländischen Liedermachers Wolfgang Winkler veröffentlicht.
Zitiert wird Herr von Ribbeck auch von Reinhard Mey im Lied Dunkler Rum im Refrain:

„Dunkler Rum im verbeulten Kanister und die Kinder nennen mich ‚Mister‘ oder «le bon ’ti vieux musicien allemand». Und ich hab’ noch für jedes ’ne Mark in der Hand, wie so’n Ribbeck auf Ribbeck im Südsee-Eiland. Oh oui, moi bien content.“

sowie in seinem Lied Sorry, Poor Old Germany:

„Mann, könntest du die Urenkel des Ribbeck auf Ribbeck im Havelland seh’n! Da öffnen sich dir die Senkel, mein lieber Theo Fontane! Ribbecks Birnbaum ist längst Asche, und der gutmüt’ge einst’ge Kinderfreund füllt als Dealer sich die Tasche: ‚Come here, baby! Willst ’n Joint?‘“

In der Pfarrer-Braun-Folge Heiliger Birnbaum finden Gedicht und Birnbaum ebenfalls Erwähnung.
Friedrich Christian Delius schrieb 1991 die Satire Die Birnen von Ribbeck über die seit Jahrhunderten unwürdigen Lebensbedingungen der märkischen Landbevölkerung. Den Birnen des alten von Ribbeck stellt Delius den Birnenschnaps auf der heutigen Jubiläumsfeier an die Seite – alles Geschenke zur Ruhigstellung der Benachteiligten und Betrogenen (Delius: „Der Bauer zieht immer den Kürzeren!“).
Im Jahr 2000 erfolgte dann wirklich eine Neuanpflanzung (= Birnbaum Nr. 4), da der in den 1970er Jahren gepflanzte Baum nicht wie gewünscht Früchte trug.
Anlässlich der brandenburgischen Landesgartenschau 2006 wurde in Ribbeck hinter der Alten Brennerei ein „Birnengarten“ errichtet, der an den Kult um das Fontane-Gedicht anknüpft. Von Ribbeck aus werden Produkte wie das „Havelwasser“ (Wein mit Birnensaft) vermarktet.
Matthias Bonitz hat das Gedicht im Juni 2019 für Sopran, Cello und Klavier neu vertont.